# Gare de Peyrat
La gare de Peyrat est une ancienne gare ferroviaire française de la ligne du Dorat à Limoges-Bénédictins, située sur le territoire de la commune de Peyrat-de-Bellac, dans le département de la Haute-Vienne en région Nouvelle-Aquitaine.
Mise en service en 1880, elle est fermée au trafic au cours du XXe siècle.

## Situation ferroviaire
Établie à 247 mètres d'altitude, la gare de Peyrat est située au point kilométrique (PK) 428,542 de la ligne du Dorat à Limoges-Bénédictins, entre la gare fermée de Saint-Ouen et la gare ouverte de Bellac. 

## Histoire
La gare de Peyrat est mise en service le 31 décembre 1880 par l'État, à l'ouverture de la ligne.
La date de sa fermeture est inconnue, située entre 1956 et 1972.

## Patrimoine ferroviaire
L'ancien bâtiment voyageur est désormais un logement,.